# ソテレノール
ソテレノール（英語: Soterenol INN）は、塩酸塩の場合にはソテレノール塩酸塩（soterenol hydrochloride（USAN）；開発コードネームMJ-1992）としても知られ、アドレナリン作動薬、気管支拡張薬、抗喘息薬として記載されたフェネチルアミン系薬剤であるが、販売されることはなかった。
サルブタモールのアナログでβアドレナリン受容体作動薬として作用する。
この薬剤は1964年に初めて開発され、1967年に初めて文献に記載された。